# Cylindropsis parvifolia
Cylindropsis parvifolia är en oleanderväxtart som beskrevs av Jean Baptiste Louis Pierre. Cylindropsis parvifolia ingår i släktet Cylindropsis och familjen oleanderväxter. Inga underarter finns listade i Catalogue of Life.